# Chara albosignata
Chara albosignata är en fjärilsart som beskrevs av Otto Staudinger 1892. Chara albosignata ingår i släktet Chara och familjen nattflyn. Inga underarter finns listade i Catalogue of Life.